# Bortom stjärnan
Bortom stjärnan är en historisk roman från 2002 skriven av Elisabet Nemert. 
I den lilla byn Betlehem föds en pojke, som byborna från början vet kommer att ha stor betydelse för världen. En stjärna föds samtidigt som pojken.
Vad byborna inte vet är att en flicka avlas samma natt, och hennes namn kommer att bli Sofia. Hon uppfostras i ett hem fyllt av kärlek, till en stark, judisk kvinna. Hon står för vad hon tycker, vilket inte är populärt under denna period, när romare ockuperar Palestina.
Till skillnad från sin omgivning har hon en otrolig förmåga att acceptera och förlåta. Hon hyser också en stor kärlek och tilltro till människor. Detta får hon betala med ett ständigt utanförskap. Hon tvingas lämna föräldrahemmet i Betlehem, och ge sig ut på en resa via Alexandria till Rom. Hon möts av många motgångar, men stjärnan hon avlades under leder henne och ger henne stöd. Hon möts av kärlek och hat, men aldrig ger hon upp helt om det hon står för. Och om att en gång få möta mannen hon mött så många gånger i sina drömmar.